# لويس شيخو
لويس شيخو اليسوعي (1275 هـ - 1346 ه‍ـ / 1859 - 1927م)، كان راهب يسوعي كلداني وأديب ومؤلف.

## سيرته
ولد في ماردين بالجزيرة الفراتية عام 1859م وكان اسمه قبل الرهبنة «رزق الله بن يوسف بن عبد المسيح بن يعقوب شيخو». انتقل إلى الشام يافعاً، فتعلم في مدرسة الآباء اليسوعيين في غزير بجبل لبنان، وانتظم في سلك الرهبانية اليسوعية سنة 1874م، وصار اسمه لويس شيخو اليسوعي. وتنقل في بلاد أوروبا والمشرق فاطلع على ما في الخزائن من كتب العرب، ونسخ واستنسخ كثيراً منها حمله إلى الخزانة اليسوعية في بيروت. أصبح مدرساً في الكلية اليسوعية في بيروت التي أسسها الآباء اليسوعيون في بيروت في عهد الرئيس اليسوعي الأب مونو عام 1875م، وسميت «كلية القديس يوسف»، لمواجهة المعتقدات الإنجيلية البروتستانتية التي كانت تبثها الكلية السورية الإنجيلية في بيروت، والتي كانت تستقطب الطلاب الكاثوليك اللبنانيين. أنشأ مجلة المشرق في بيروت سنة 1898م، واستمر يكتب أكثر مقالاتها مدة خمسة وعشرين سنة. وكان همه في كل ما يكتب، أو معظمه خدمة طائفته. توفي في بيروت عام 1927م. من تصانيفه: المخطوطات العربية لكتبة النصرانية، معرض الخطوط العربية، ومجاني الأدب العربي، وعلم الأدب، وغيرها. اقترح الشاعر التركي محمد عاكف آرصوي استعمال كتابه «مجاني الأدب» في تعليم اللغة العربية.

## آثاره
من تصانيفه:
- المخطوطات العربية لكتبة النصرانية.
- معرض الخطوط العربية.
- مجاني الأدب.
- شعراء النصرانية.
- علم الأدب.
- الآداب العربية في القرن التاسع عشر.
- الآداب العربية في الربع الأول من القرن العشرين.
- شرح ديوان الخنساء.
- أطراب الشعر وأطيب النثر.

## روابط خارجية
- لويس شيخو على موقع أرشيف الشارخ.